# Nieuw-Roeselare
Nieuw-Roeselare is de naam van een verdwenen dorp dat gelegen is tussen de Oost-Vlaamse dorpen Sint-Laureins en Sint-Margriete.

## Geschiedenis
In 1241 werd door Gravin Johanna een grondgebied in leen gegeven aan de Gentenaar Gozewijn van Roeselare. Hier werd het dorp Nieuw-Roeselare gesticht en in 1243 werd voor het eerst melding gemaakt van een kerk. In 1309 werd Nieuw-Roeselare omschreven als een smalstad, en had blijkbaar beperkte stadsrechten. Vanaf 1970 werden de restanten van het zogeheten Hof van Roeselare blootgelegd.
Nieuw-Roeselare ging echter verloren in de winter van 1375-1376, ten gevolge van overstromingen waarbij een groot gebied verloren ging. Deze waren mede het gevolg van het afgraven van het veen.
Omstreeks 1399 werd een nieuwe kerk gebouwd, 2,5 km ten noorden van het voormalige Nieuw-Roeselare. Deze wordt beschouwd als de tweede kerk van Sint-Margriete.
De Roeselarekreek en de Roeselarepolder herinneren nog aan het vroegere Nieuw-Roeselare. In 1979 werden opgravingen verricht, waarbij ook de grondvesten van de kerk werden blootgelegd.